# Üveges-barlang
Az Üveges-barlang a Duna–Ipoly Nemzeti Park területén lévő Pilis hegységben, az Oszolyon található egyik barlang. Jelenleg nem beazonosítható.

## Leírás
A Pilis hegységben, Csobánkán helyezkedik el a barlang. Az Oszoly letörésétől É-ra, a második és a negyedik sziklacsoport közötti területen, az Oszoly-tetőhöz közeli sziklacsoport alján található. A valószínűleg hévizes úton létrejött barlang 5 m hosszú és 2,5 m mély. Egyetlen, befelé táguló, gömbüstszerű üreg. Felső triász dachsteini mészkőben, minden bizonnyal hévizes úton jött létre.

## Kutatástörténet
Az 1967-ben napvilágot látott Pilis útikalauz című könyvben az jelent meg, hogy az Oszoly Csobánkára néző, Ny-i oldalán, az erdővel körülvett mészkősziklák között több jelentéktelen üreg található. Az 1969. évi Karszt- és Barlangkutatási Tájékoztatóban publikált közlemény szerint 1969 augusztusában a Szpeleológia Barlangkutató Csoport a Kevélyekben szervezett tábor során fix pontokat helyezett el az Oszoly és az Oszoly-oldal 8 kisebb-nagyobb üregében. 1970-ben a barlangot Wehovszky Erzsébet és Welker Ádám mérték fel vesztett pontokkal és bányászkompasszal. A felmérés alapján Wehovszky Erzsébet szerkesztett és Kordos László rajzolt alaprajz térképet két keresztmetszettel és hosszmetszet térképet, amelyek méretaránya 1:100. A felmérés szerint a barlang 5 m hosszú és 2,5 m mély.
A Szpeleológia Barlangkutató Csoport 1970. évi jelentésében részletes leírás található a barlangról és kutatástörténetéről. A jelentésben az van írva, hogy az Üveges barlang az Oszoly letörésétől É-ra lévő második és negyedik sziklacsoport között, az Oszoly-tetőhöz közeli sziklacsoport alján helyezkedik el. Egyetlen, befelé táguló, gömbüstszerű üregből áll. A barlang felső triász, fehér, tömött dachsteini mészkőben, minden bizonnyal hévizes úton jött létre. Vastag, humuszos talajkitöltés borítja alját. Száraz a barlang. Felszerelés nélkül megtekinthető a barlang. Wehovszky Erzsébet és Welker Ádám 1970 tavaszán találták meg a barlangot, amelyben ásóeszközök és üres üvegek voltak. Felmérték az irodalomban nem szereplő barlangot. A jelentés mellékletébe bekerült az 1970-es térkép.
Az 1974-ben kiadott Pilis hegység útikalauzban szó van arról, hogy a Csobánka felett emelkedő Oszoly sziklái között másféltucat kis barlang van. Ezeket a Szpeleológia Barlangkutató Csoport térképezte fel és kutatta át rendszeresen. E kis barlangok többsége nem nagyon látványos, de meg kell említeni őket, mert a turisták, különösen a sziklamászók által rendszeresen felkeresett Oszoly sziklafalaiban, valamint azok közelében némelyikük kitűnő bivakolási lehetőséget nyújt.
A Bertalan Károly által írt és 1976-ban befejezett kéziratban az olvasható, hogy a Pilis hegységben, a Kevély-csoportban, Csobánkán helyezkedik el az Üveges barlang. Az Oszoly letörésétől É-ra, a második és a negyedik sziklacsoport közötti területen, az Oszoly-tetőhöz közeli sziklacsoport alján található. A valószínűleg hévizes úton létrejött barlang 5 m hosszú és 2,5 m mély. Egyetlen, befelé táguló, gömbüstszerű üreg. A kézirat barlangra vonatkozó része 1 irodalmi mű alapján lett írva. Az 1984-ben napvilágot látott Magyarország barlangjai című könyv országos barlanglistájában szerepel a Pilis hegység barlangjai között a barlang Üveges-barlang néven. A listához kapcsolódóan látható a Dunazug-hegység barlangjainak földrajzi elhelyezkedését bemutató 1:500 000-es méretarányú térképen a barlang földrajzi elhelyezkedése.
Az 1991-ben megjelent útikalauzban meg van ismételve az 1974-es útikalauznak az Oszoly barlangjait bemutató általános ismertetése. A Kárpát József által írt 1991-es összeállításban meg van említve, hogy az Üveges-barlang (Csobánka) 5 m hosszú és 2 m mély. Az 1996. évi barlangnapi túrakalauzban meg van ismételve az 1991-ben kiadott útikalauzban található leírás, amely az Oszoly barlangjait általánosan ismerteti. Kraus Sándor 1997. évi beszámolójában az olvasható, hogy 1997 előtt ismert volt az Üveges-barlang, amely jelenleg nem azonosítható, ezért további kutatást igényel. A 2005-ben megjelent Magyar hegyisport és turista enciklopédia című könyvben meg van említve, hogy az Oszoly erdejében elszórtan sziklatömbök és kis barlangnyílások váltogatják egymást.